# Rikiosatoa grisea
Rikiosatoa grisea är en fjärilsart som beskrevs av Butler 1878. Rikiosatoa grisea ingår i släktet Rikiosatoa och familjen mätare. Inga underarter finns listade.